# Ранцо (Тренто)
Ранцо је насеље у Италији у округу Тренто, региону Трентино-Јужни Тирол.
Према процени из 2011. у насељу је живело 394 становника. Насеље се налази на надморској висини од 733 м.